# Сесто ал Рагена
Сесто ал Рагена (итал. Sesto al Reghena) је насеље у Италији у округу Порденоне, региону Фурланија-Јулијска крајина.
Према процени из 2011. у насељу је живело 1021 становника. Насеље се налази на надморској висини од 9 м.

## Географија
| Клима (Сесто ал Рагена)  | Клима (Сесто ал Рагена) | Клима (Сесто ал Рагена) | Клима (Сесто ал Рагена) | Клима (Сесто ал Рагена) | Клима (Сесто ал Рагена) | Клима (Сесто ал Рагена) | Клима (Сесто ал Рагена) | Клима (Сесто ал Рагена) | Клима (Сесто ал Рагена) | Клима (Сесто ал Рагена) | Клима (Сесто ал Рагена) | Клима (Сесто ал Рагена) | Клима (Сесто ал Рагена) |
| Показатељ \ Месец        | .Јан.                   | .Феб.                   | .Мар.                   | .Апр.                   | .Мај.                   | .Јун.                   | .Јул.                   | .Авг.                   | .Сеп.                   | .Окт.                   | .Нов.                   | .Дец.                   | .Год.                   |
| ------------------------ | ----------------------- | ----------------------- | ----------------------- | ----------------------- | ----------------------- | ----------------------- | ----------------------- | ----------------------- | ----------------------- | ----------------------- | ----------------------- | ----------------------- | ----------------------- |
| Средњи максимум, °C (°F) | 5,6 (42,1)              | 8,1 (46,6)              | 11,7 (53,1)             | 16,9 (62,4)             | 22,1 (71,8)             | 25,6 (78,1)             | 27,9 (82,2)             | 27,2 (81)               | 24,0 (75,2)             | 18,6 (65,5)             | 11,6 (52,9)             | 7,1 (44,8)              | 27,9 (82,2)             |
| Средњи минимум, °C (°F)  | −2,3 (27,9)             | −0,8 (30,6)             | 2,1 (35,8)              | 6,1 (43)                | 9,9 (49,8)              | 13,7 (56,7)             | 15,2 (59,4)             | 14,8 (58,6)             | 11,7 (53,1)             | 7,5 (45,5)              | 3,7 (38,7)              | −0,3 (31,5)             | −2,3 (27,9)             |
| [ тражи се извор ]       |                         |                         |                         |                         |                         |                         |                         |                         |                         |                         |                         |                         |                         |

## Становништво
| 1931. | 1936. | 1951. | 1961. | 1971. | 1981. | 1991. | 2001. | 2011. |
| ----- | ----- | ----- | ----- | ----- | ----- | ----- | ----- | ----- |
| 7.621 | 6.636 | 7.033 | 5.555 | 5.183 | 5.338 | 5.183 | 5.311 | 6.319 |